# 河上覃雄
河上 覃雄（かわかみ のぶお、1946年4月11日 - ）は、日本の政治家。
衆議院議員（通算5期）、労働政務次官、公明党神奈川県本部顧問などを歴任した。

## 経歴
神奈川県に生まれる。中央大学法学部卒業。
1990年、衆議院議員橋本文彦の後継候補として第39回衆議院議員総選挙に旧神奈川3区から出馬し初当選を果たす。以後、5期連続で当選した。小選挙区制施行後は比例南関東ブロック単独で出馬した。
労働政務次官、公明党神奈川県本部顧問、文化芸術振興会議事務局長などを歴任した。
定年制を定めた党の内規に従い、2005年の第44回衆議院議員総選挙には出馬せずに政界を引退した。